# Heinrich Gontermann

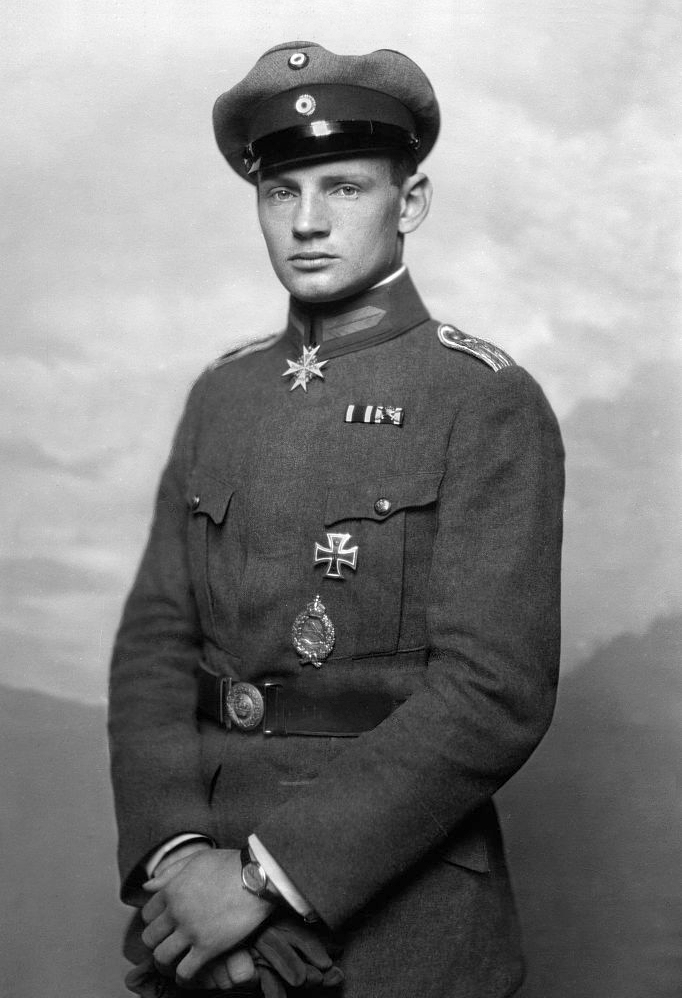
Heinrich Gontermann

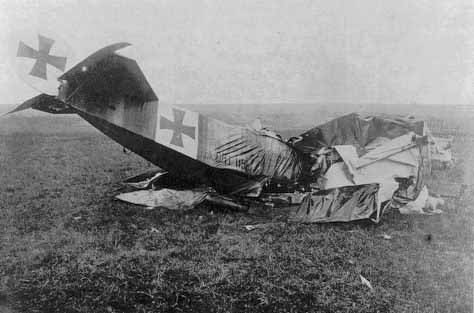
Gontermanns Flugzeug, eine Fokker Dr I (1157/17), nach dem Todessturz

Heinrich Gontermann (* 25. Februar 1896 in Siegen; † 30. Oktober 1917 in Marle, Département Aisne, Frankreich) war ein deutscher Jagdflieger im Ersten Weltkrieg.

## Leben
Gontermann wurde als Sohn eines Kavallerieoffiziers, des Siegerner Unternehmers Heinrich Gontermann († 12. Dezember 1929), geboren. Zu Beginn des Kriegs trat er in ein preußisches Ulanenregiment ein. Bereits im August 1914 wurde er verwundet. 1915 bat er um die Versetzung zur Fliegertruppe, die kurze Zeit später genehmigt wurde. Fast ein Jahr lang flog er Aufklärungseinsätze in einem C.II-Doppeldecker.
Als die Deutschen Luftstreitkräfte aufgestellt wurden, und man gegen Ende des Jahres 1916 verstärkt Jagdflieger benötigte, kam Gontermann in die Jagdstaffel 5. Am 14. November desselben Jahres schoss er das erste feindliche Flugzeug ab und bis zum 6. April 1917 erzielte er insgesamt sieben Luftsiege. Zwei Tage später schoss er den ersten gegnerischen Ballon ab. Wegen seiner Erfolge ernannte man ihn zum Chef der Jagdstaffel 15.
Gontermann entwickelte sich zum Experten für Angriffe auf die nahe an der Front operierenden Beobachtungsballons. Diese waren für beide Seiten besonders wichtig, da sie den Artilleriebeschuss koordinierten. Gelang es, mehrere Fesselballons in einem Gebiet auszuschalten, so konnte die Artillerie nicht mehr mit genügend Informationen über die Feindbewegungen versorgt werden. Wegen ihrer Wichtigkeit wurden diese Ballons stark durch Maschinengewehre und Flakgeschütze gesichert. Piloten wie Gontermann mussten daher die Taktik des Sturzangriffs perfekt beherrschen. Sturzflüge waren zu Zeiten des Ersten Weltkriegs besonders gefährlich, da die relativ leichte (Holz-)Konstruktion der Flugzeuge schon durch die hohe Geschwindigkeit mit einwirkenden Kräften gefährdet war. Der Sturzflug war allerdings die beste Möglichkeit für Ballonangriffe, die Zielerfassung der Flugabwehr war gegenüber anderen Angriffsverfahren deutlich erschwert.
Heinrich Gontermann war neben Friedrich von Röth der beste deutsche „Ballonjäger“. Am 19. August 1917 schoss er gleich vier Fesselballons ab. Wegen seiner außergewöhnlichen Leistungen erhielt er schon am 11. Mai desselben Jahres den Orden Pour le Mérite. Im Oktober 1917 wurde Gontermanns Einheit mit dem Dreidecker Fokker Dr.I ausgestattet. Diese Maschine war relativ langsam, aber sehr wendig. Als er am 30. Oktober 1917 einen Testflug über seinem Flugplatz bei Marle unternahm, verlor der Dreidecker einen Teil seiner oberen Tragfläche und stürzte ab. Schwer verletzt konnte er geborgen werden, starb aber wenig später im Krankenhaus. Insgesamt hatte Gontermann 39 gegnerische Fluggeräte abgeschossen.

## Sonstiges
In Stuttgart-Sillenbuch gibt es in Erinnerung an den Jagdflieger einen Heinrich-Gontermann-Weg. In direkter Nachbarschaft liegen der Werner-Voß-Weg und Paul-Bäumer-Weg. In Berlin-Tempelhof gibt es als Erinnerung die Gontermannstraße, auch hier liegen der Werner-Voß-Damm und der Bäumerplan in unmittelbarer Nachbarschaft, auch weitere Straßen in der Siedlung Neu-Tempelhof sind nach Fliegern benannt, so die Manfred-von-Richthofen-Straße, die Boelckestraße oder die Udetzeile.

## Auszeichnungen
- Preußisches Militär-Flugzeugführer-Abzeichen
- Eisernes Kreuz II. und I. Klasse
- Pour le Mérite